# Mariana no Sul
Mariana no Sul é uma pintura a óleo sobre tela de 1897 do artista britânico pré-rafaelita John William Waterhouse. Agora está em uma coleção particular. Ele mede 114 cm × 74 cm (45 in × 29 in). É uma pintura importante de Waterhouse que retrata cenas do poema de Alfred Tennyson do ano de 1830, "Mariana". Mariana reza pela volta do amor perdido, o ditador Ângelo, que a rejeitou brutalmente por causa da perda de seu dote.
A imagem ilustra a seguinte frase: "E no espelho líquido brilhou a nítida perfeição de seu rosto" do poema de Tennyson.